# Собрание записей о потусторонних силах Вьетского царства
Собрание записей о потусторонних силах Вьетского царства (вьет. Việt điện u linh tập, тьы-ном 越甸幽靈集, вьет дьен у линь тап) — труд по вьетнамской истории, в создании которого участвовал Ли Те Сюен (Lý Tế Xuyên, 李濟川) в XIV веке. Ли Те Сюен упоминал во вступлении, что не является автором данного сочинения, сообщив, что «подновил» его в 1329 году. Книга не была, в отличие от многих других вьетнамских историографий, спонсирована государством, хотя Ли Те Сюен был придворным чиновником.
«Собрание» — одна из важнейших книг эпохи, так как она была написана до завоевания Вьетнама 1407 года. С 1408 года китайцы проводили политику жёсткой ассимиляции, уничтожая все местные артефакты, включая памятники архитектуры и книги; вьетам даже было запрещено носить какую-либо одежду, кроме китайской. На этом фоне «Собрание», составленное из легенд о ду́хах, героях и героинях прошлого, являлось патриотической литературой. Среди прочих в этом произведении описаны сёстры Чынг, сражавшиеся против Китая. Три истории, в то же время, посвящены китайским духам, что означает наличие относительно прокитайских настроений в государстве. Среди них — чиновник Ши Ньеп (Sĩ Nhiếp), судья То Лить (вьет. Tô Lịch) (кит. трад. 蘇瀝, упр. 苏沥, пиньинь sū lì, палл. Су Ли) и богиня земли Хоуту, якобы помогшая вьетам завоевать Тямпу.
Ли Те Сюен цитирует несколько исторических трудов: два китайских описания страны, «Исторические записки» (Sử ký) До Тхьена (Ðỗ Thiện), «Исторические записки Дайвьета» (Đại Việt sử ký) Ле Ван Хыу, «Повесть о высшем воздаянии» и другие книги. С самого создания и до конца XX века «Собрание» не печаталось и представляло собой множество вариантов рукописных копий с комментариями и дополнениями, самые поздние из которых датируют 1919 годом.
«Собрание» состоит из 27 сказок и легенд, разделённых на три доли: в первых двух рассказывалось о духах реальных людей, а в третьей — о духах, живущих в предметах. Первые шесть рассказов, посвящённых монархам, озаглавлены как «Духи правителей» (Nhân quân), следующие одиннадцать повествуют о духах знати и военных, это «Духи подданных» (Nhân thần), последние десять рассказывают о силах природы и духах и названы «Светлые силы природы» (Hạo khí). Почти все рассказы состоят из краткой биографии типа «чжуань» (кит. трад. 傳, упр. 传, пиньинь zhuàn, вьет. truyện, отсутствует в третьей части) и детализированный рассказ о том, как данный дух проявил себя, обычно помощью вьетнамскому правителю. Кончаются все биографии перечислением присвоенных духу титулов в 1285 (после отражения первого монгольского нашествия), 1288 (после отражения второго) и 1313 (после победы над Тямпой).

## Комментарии
1. ↑  Также «Собрание сведений…» и «Собрание чудес и таинств земли Вьет».